# Pyrausta salvia
Pyrausta salvia là một loài bướm đêm trong họ Crambidae.